# Mouvement autonome casamançais
Le Mouvement autonome casamançais (MAC) est un ancien parti politique sénégalais, fondé en Casamance, dans le sud du pays.

## Histoire
Son leader était Assane Seck.
Le MAC a d'abord été lié à la SFIO, puis a fusionné avec le Bloc populaire sénégalais (BPS) en 1957.